# Julien-Alexandre Hardy

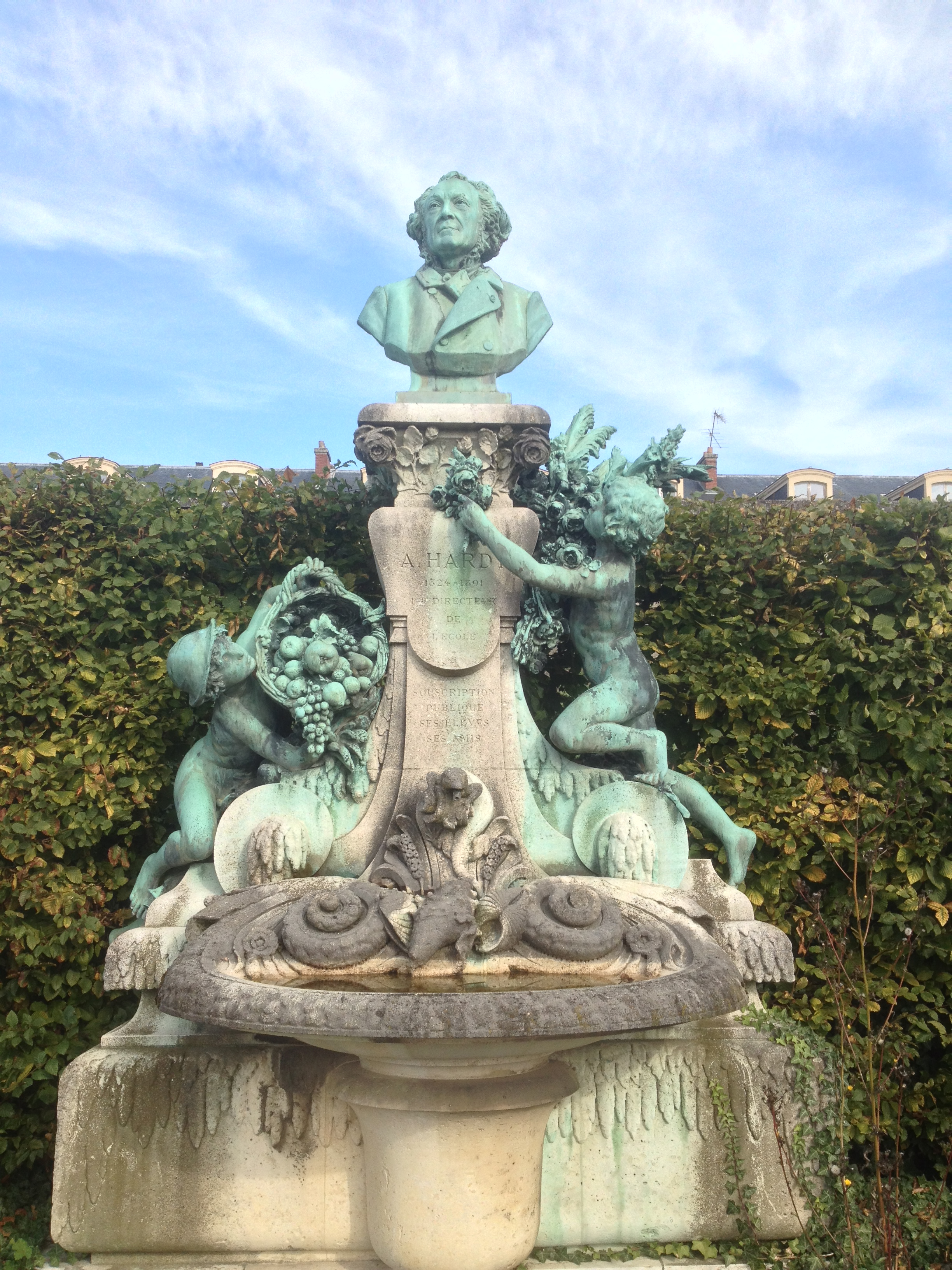
Denkmal für Julien-Alexandre Hardy im Potager du Roi („Gemüsegarten des Königs“) von Versailles

Julien-Alexandre Hardy (* 23. Mai 1787 in Briis-sous-Forges bei Dourdan; † 15. September 1876) war ein französischer Gärtner und Rosenzüchter.

## Leben
Er war der Sohn eines Gärtners und ging mit 15 Jahren nach Paris, um im Jardin des Plantes Kurse in Gartenkultur und Botanik zu belegen.
Zwischen 1806 und 1814 und während Napoléons Herrschaft der Hundert Tage diente Hardy in der kaiserlichen Armee und wurde mit dem Orden der Légion d’honneur ausgezeichnet.
Wieder in Paris, erhielt er im Juni 1816 eine Anstellung als „erster Gärtnerjunge“ (premier garçon jardinier) im Garten der Chambre des pairs. Bereits ein Jahr später, im Jahr 1817, wurde Hardy zum Chefgärtner des Jardin du Luxembourg ernannt, ein Posten, den er bis 1859 innehatte. Der Jardin du Luxembourg besaß zu seiner Zeit eine der weltweit größten und berühmtesten Sammlungen von Rosen, die ursprünglich von André Dupont (1742–1817) angelegt worden war und von Hardy selber erheblich erweitert wurde.
Hardy züchtete etwa 80 neue Rosensorten, die er laut William Paul (The Rose Garden, S. 18) nicht selber verkaufte, sondern mit Freunden gegen andere Pflanzen tauschte.

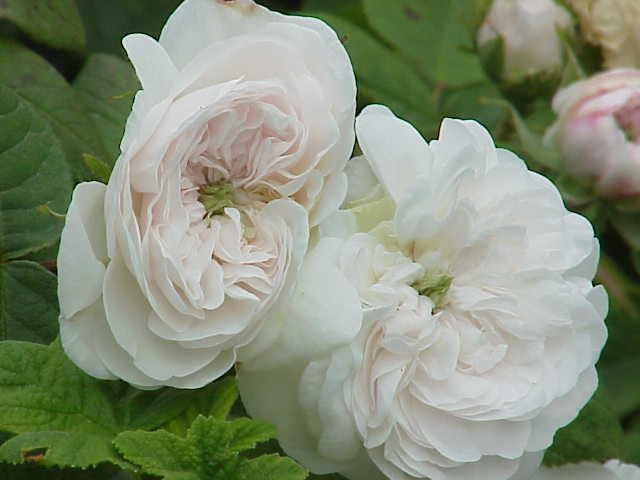
Hardys berühmteste Rose 'Madame Hardy' (oder 'Félicité Hardy') von 1831

Die berühmteste seiner Rosen ist die nach seiner Frau Félicité benannte rosig weiße Damaszener-Rose 'Madame Hardy', die 2006 zur Weltrose gekürt wurde. Hardy experimentierte besonders mit exotischen Sorten. In seinem Katalog finden sich für seine Zeit auffallend viele China- („Rose bengale“) und Teerosen, für die auch der Jardin du Luxembourg bekannt war. Er züchtete außerdem die erste bekannte Hybride einer Rosa persica (Hulthemia): die gelbe 'Rose de Hardy' oder 'Rosa x hardii', die 1836 von Cels frères in den Handel gebracht wurde.
Weitere heute noch bekannte Rosen von Hardy sind: die rosa-farbene Gallica-Rose 'Gloire de France', die dunkelrote Bourbon-Rose 'Prince Charles', die rosa-apricot-farbene Teerose 'Triomphe du Luxembourg', die kirschrote Gallica-Rose 'Louis Philippe', die purpurrote China- (oder Bourbon-)Rose 'Eugène de Beauharnais' und die rote Moosrose 'Célina'.
Hardy schrieb auch ein erfolgreiches Buch über den Schnitt von Obstbäumen, das 1853 veröffentlicht und einige Jahre später von Hermann Jäger ins Deutsche übersetzt wurde.
Sein Sohn Auguste Hardy (1824–1891) war ebenfalls im Gartenbau tätig.
Julien Alexandre Hardy wurde 1858 eine Medaille von Louis Charles Bouvet gewidmet.
Bevor er am 15. September 1876 starb, musste er noch miterleben, wie der von ihm in lebenslanger Arbeit verschönerte Rosengarten durch die Stadtplanungsarbeiten von Haussmann beschnitten wurde.
Ein Denkmal für Julien-Alexandre Hardy mit einer Porträt-Büste des Rosenzüchters befindet sich im Potager du Roi („Gemüsegarten des Königs“) in Versailles (siehe Abb. ganz oben).

## Galerie: Rosen von Hardy

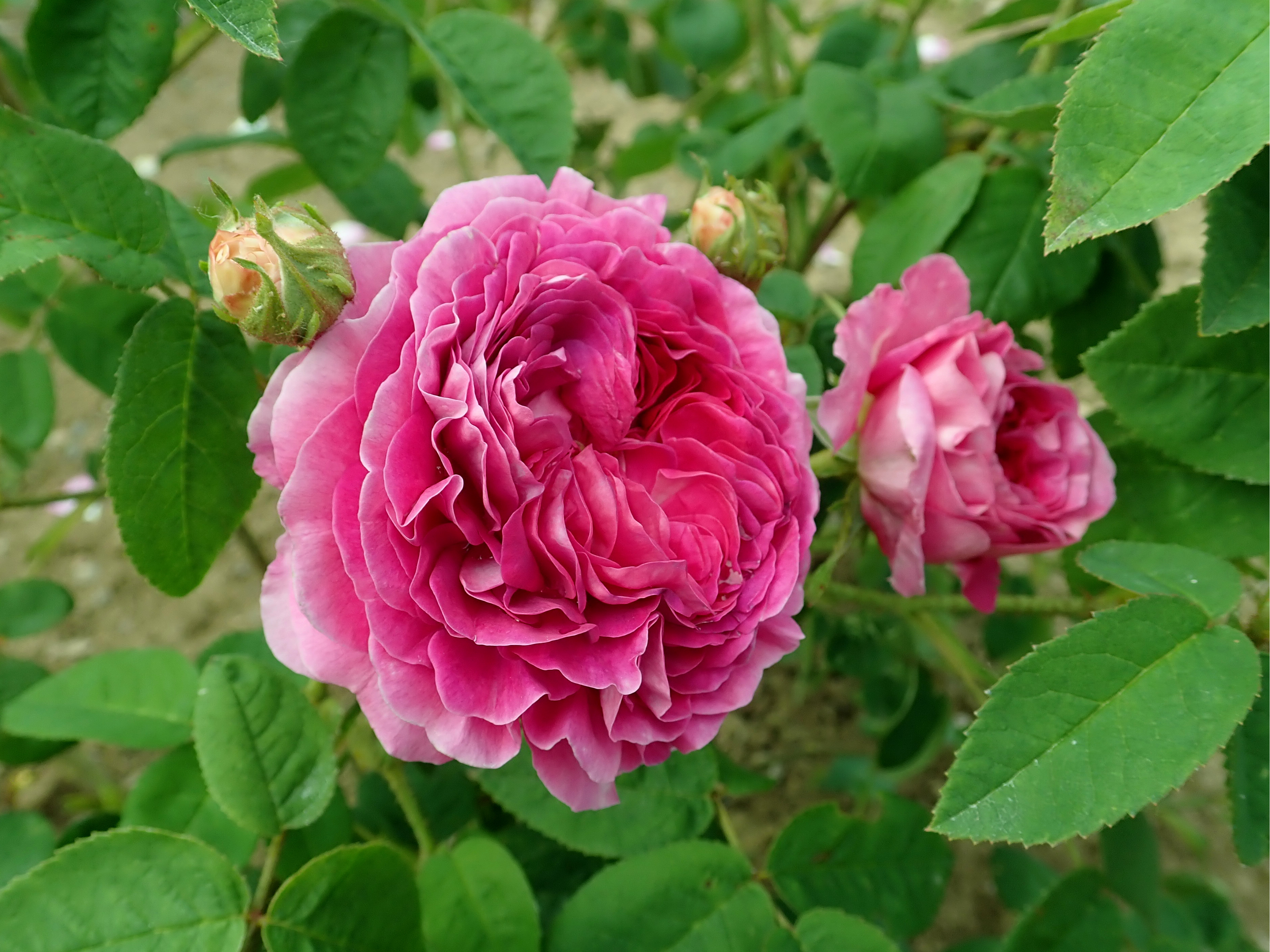
'Louis Philippe', 1824
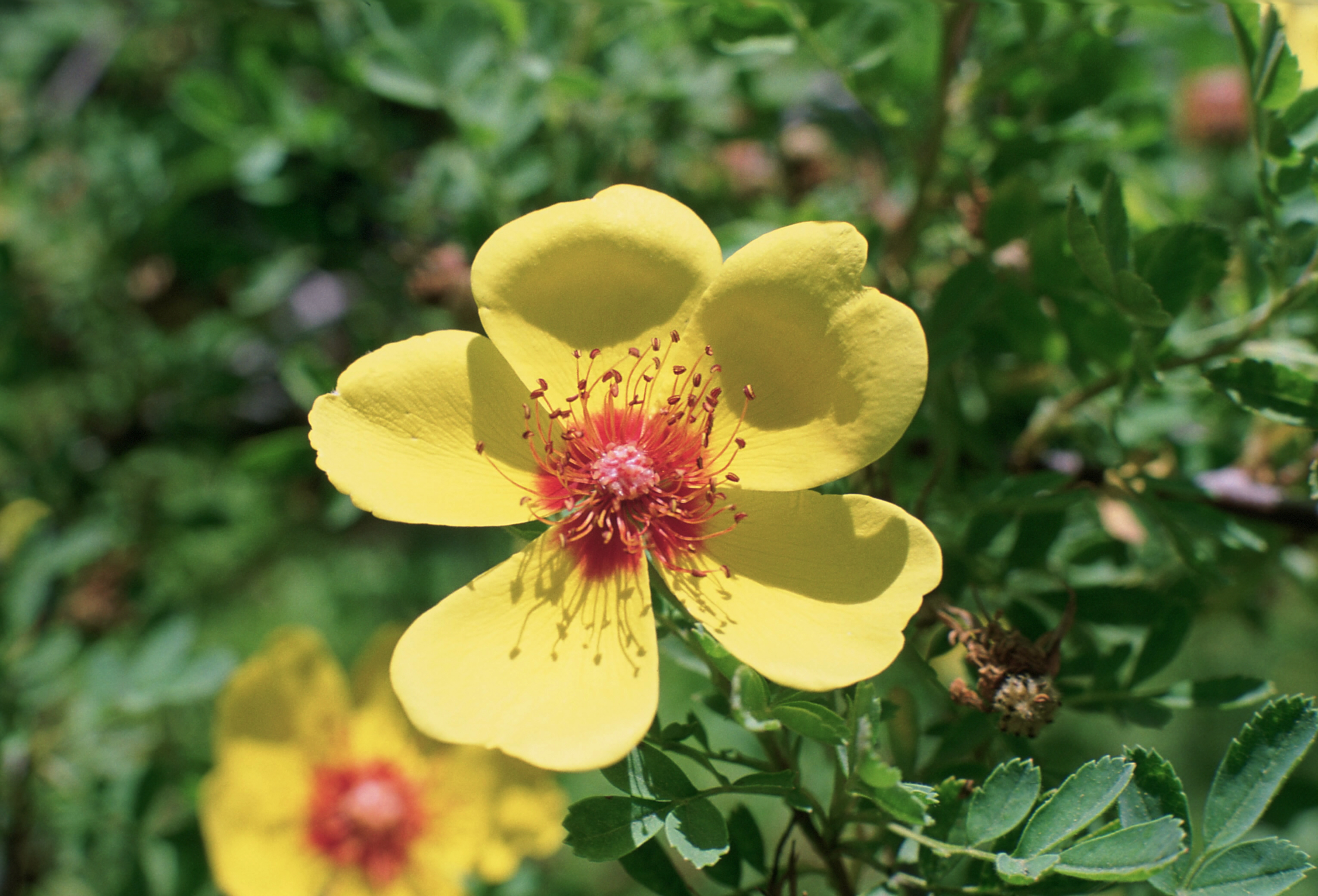
'Rose de Hardy' oder 'Rosa x hardii', 1836, erste bekannte Hybride der Rosa persica (oder Hulthemia)
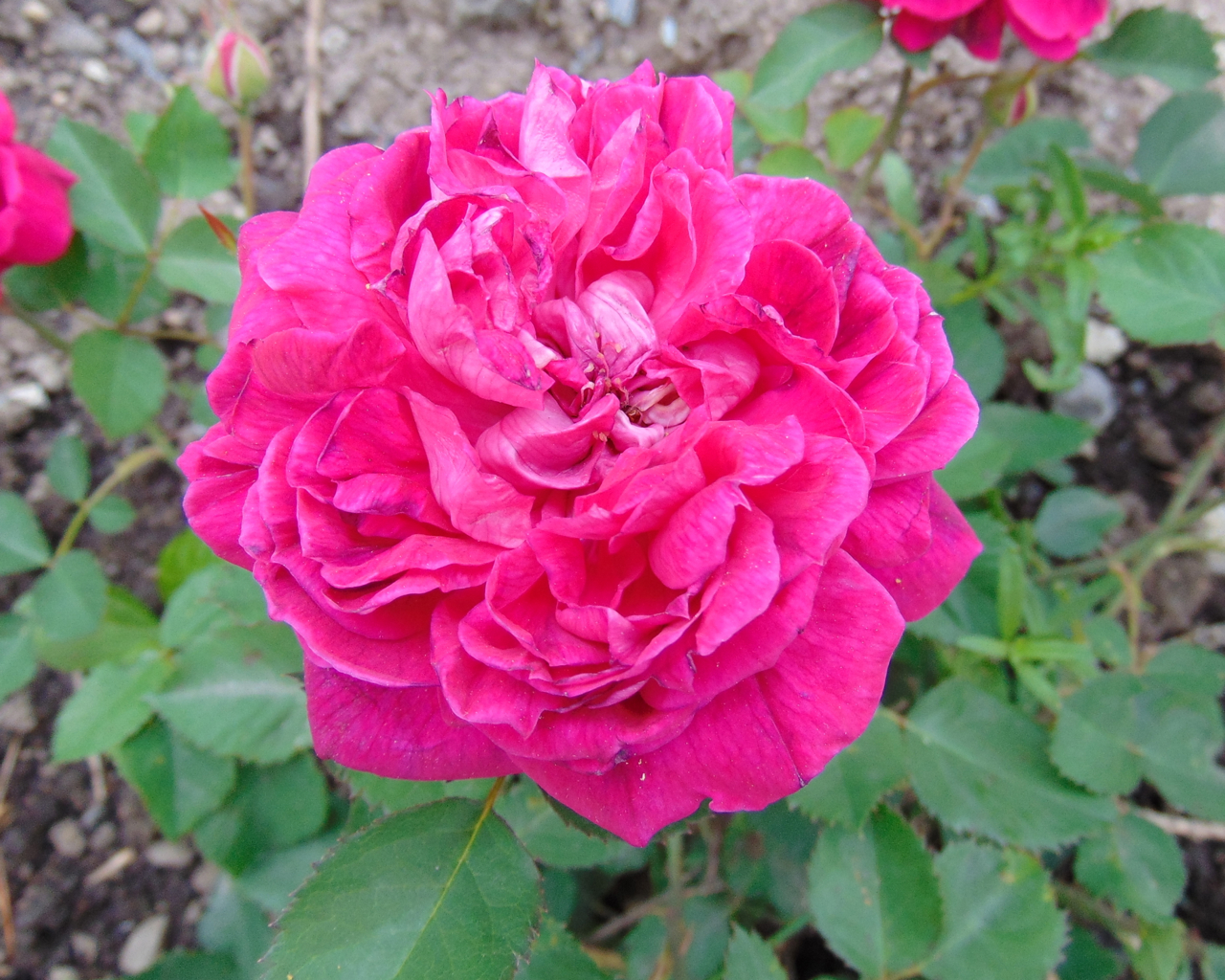
'Eugène de Beauharnais', 1831/1837
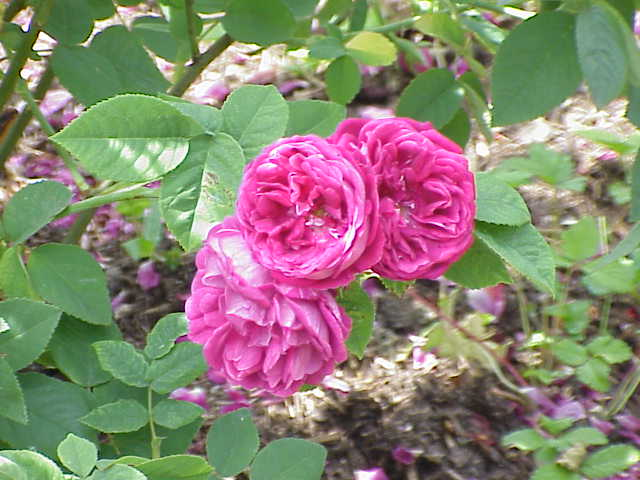
'Prince Charles', vor 1837
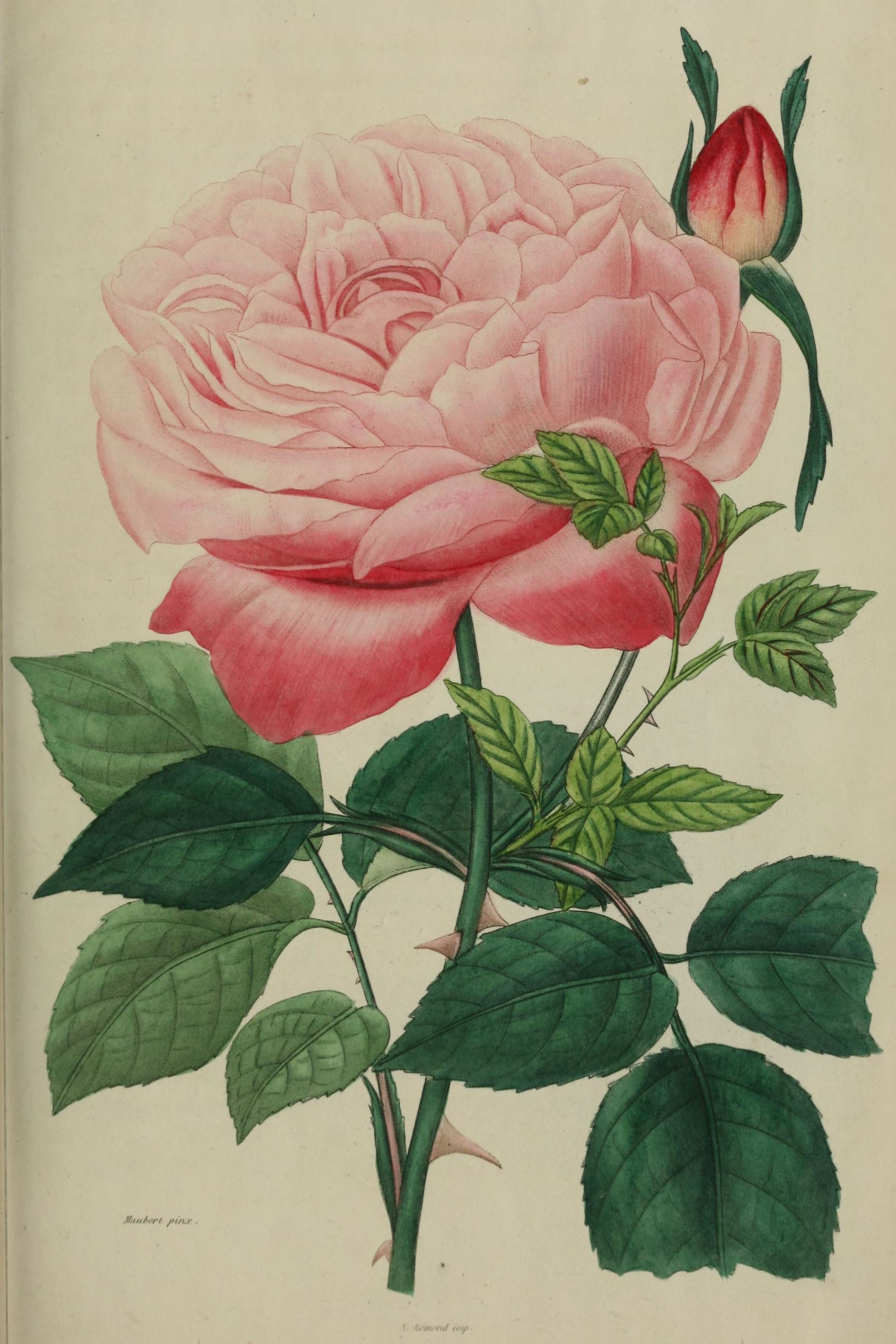
'Comte de Paris', 1839